# ブライスガウSバーン
ブライスガウSバーン (ドイツ語: Breisgau-S-Bahn) はバーデン＝ヴュルテンベルク州フライブルク都市圏で運営される都市近郊鉄道システムで、「Sバーンプロジェクト2020」で実現された。プロジェクトはフライブルク地域交通連合 (Zweckverband Regio-Nahverkerhr Freiburg, ZRF) によって生成され、2019年12月に一段階の部分開通と運営が実現された。

## 路線

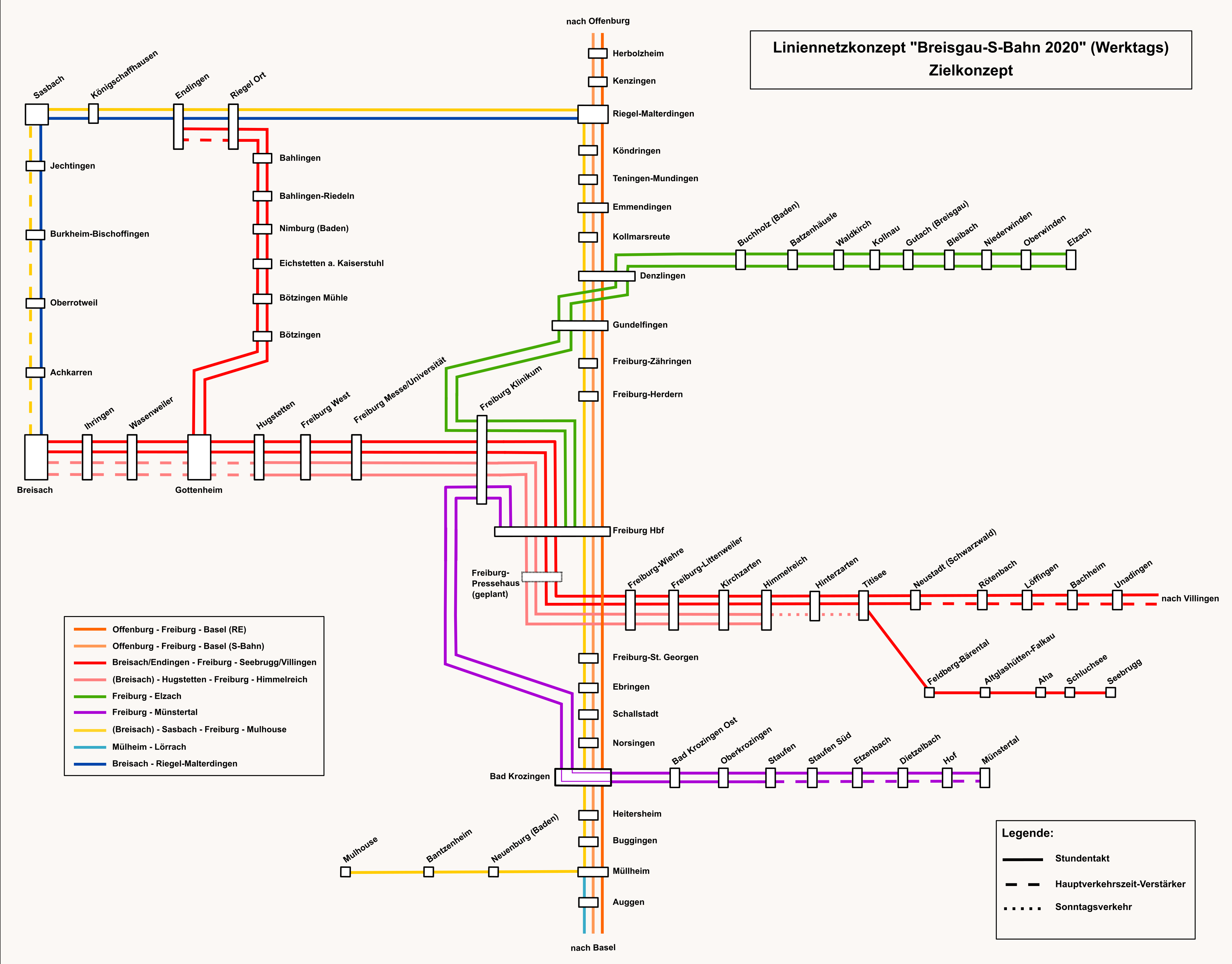
ブライスガウSバーンの路線図 (予定)

「ブライスガウ東西路線 (S1) 」、「フライブルクY字路線 (S2・S3・S5) 」及び「ライン谷路線」では2020年6月より多い直接接続系統が生成した。2020年12月13日よりSバーン路線は次のように運営されている。
| 系統  | 運行経路 | 運行間隔  | 運営機関       | 関連鉄道路線                                     |
| ----- | --- | --------- | -------------- | ------------------------------------------------ |
| S 1   | ブライザッハ - ゴッテンハイム - ラントヴァッサー（旧西駅） - 見本市＝大学 - フライブルク (ブライスガウ) - リッテンヴァイラー - ヒンメルライヒ - キルヒツァルテン - ティティゼー - フェルトベルク・ベーレンタール - アーハ - ゼーブルック                | 30 / 60分 | ドイツ鉄道     | ブライザッハ線、ホェレンタール鉄道、ドライゼー線 |
| S 10  | フライブルク (ブライスガウ) - リッテンヴァイラー - ヒンメルライヒ - キルヒツァルテン - ティティゼー - ノイシュタット (シュヴァルツヴァルト) - ロェフィンゲン - ヒューフィンゲン中駅 - ドナウエシンゲン - フィリンゲン                                   | 60分      | ドイツ鉄道     | ホェレン谷線、シュヴァルツヴァルト線             |
| S 11  | エンディンゲン - リーゲル - バーリンゲン - アイヒシュテッテン - ラントヴァッサー（旧西駅） - 見本市＝大学 - フライブルク (ブライスガウ) - リッテンヴァイラー - ヒンメルライヒ - キルヒツァルテン - ティティゼー - ノイシュタット (シュヴァルツヴァルト) | 30 / 60分 | ドイツ鉄道     | ブライザッハ線、ホェレン谷線                     |
| S 2   | エルツアッハ - グータッハ (ブライスガウ) - ヴァルトキルヒ - デンツリンゲン - グンデルフィンゲン - フライブルク (ブライスガウ) | 30/60分   | 南西ドイツ交通 | エルツ谷線、マンハイム - バーゼル線              |
| S 3   | ミュンスタータール (シュヴァルツヴァルト) - シュタウフェン - バート・クロツィンゲン | 30/60分   | 南西ドイツ交通 | ミュンスター谷線                                 |
| S 5   | ブライザッハ - エンディンゲン - リーゲル＝マルターディンゲン | 60分      | 南西ドイツ交通 | カイザーシュトゥール線                           |
| RB 26 | オフェンブルク - フリーゼンハイム（バーデン） - ラール（シュヴァルツヴァルト） - ヘルボルツハイム（ブライスガウ） - リーゲル＝マルターディンゲン - エメンディンゲン - デンツリンゲン - グンデルフィンゲン - フライブルク (ブライスガウ)                 | 60分      | ドイツ鉄道     | マンハイム - バーゼル線                          |
| RB 27 | バーゼル - ハイティンゲン - ラインヴァイラー - ミュルハイム - バート・クロツィンゲン - フライブルク (ブライスガウ) （- デンツリンゲン - エメンディンゲン）                                                                                              | 60分      | ドイツ鉄道     | マンハイム - バーゼル線                          |
| RB 28 | ミュルーズ - ミュルハイム - フライブルク (ブライスガウ) | 120分     | ドイツ鉄道     | マンハイム - バーゼル線、ミュルーズ線            |
| RE 7  | バーゼル - ミュルハイム - フライブルク (ブライスガウ) - エメンディンゲン - オフェンブルク（- カールスルーエ） | 60分      | ドイツ鉄道     | マンハイム - バーゼル線                          |

## 歴史

### BSBの運営とSバーンプロジェクトの背景
1995年ブライスガウSバーン有限会社 (Breisgau-S-Bahn GmbH, BSB) はフライブルク交通株式会社 (Freiburger Verkehrs AG, VAG) と南西ドイツ交通株式会社 (Südwestdeusche Verkehrs-Altiengesellschaft, SWEG) の子会社として設立された。翌年1月24日にBSBは鉄道会社の許可を取った。
「ブライスガウSバーン2005」プロジェクトは主要鉄道路線 (ブライスアッハ線、エルツ谷線、東カイザーシュトゥール線) に列車編を新たに改善・拡充する目的で行われた。線路や停車駅の施設は改良され、列車運行間隔は30分に短縮された。1997年ブライスガウSバーン有限会社はドイツ鉄道からブライスアッハ線の運営権を引き受けて、6月1日路線運営を開始した。
- S（ブライザッハ線）: ブライザッハ - イーリンゲン - ゴッテンハイム - フライブルク西駅 - フライブルク

BSBはその時からレギオシャトル気動車を購入して、ブライザッハ路線に投入した。2000年5月南西ドイツ交通はカイザーシュトゥール線のゴッテンハイム - バーリンゲン区間で列車を30分間隔で運行し始めた。2002年12に月BSBはエルツ谷線区間を引き受けた。
- S（エルツ谷線）: エルツアッハ - グータッハ（ブライスガウ） - ヴァルトキルヒ - デンツリンゲン - グンデルフィンゲン - フライブルク

### プロジェクトの実行と部分開通、系統の調整
2012年5月18日エルツ谷線とホェレン谷線のノイシュタット - ドナウエシュンゲン区間の改修に関する財務協定が締結された。総予算は最初には2億9000ユーロだったが、路線の改修には費用は3倍まで増加する可能性がありとドイツ鉄道が公表した。それで州政府はブライザッハ線とエルツ谷線を引き受けて自ら整備することを宣言した。また車両費用の支援も州政府が統制することとなった。
2013年1月フライブルク交通会社がSバーン運営から外され、南西ドイツ交通が100％の株式を所有することとなった。2017年12月BSBは母企業に吸収合併された。南西ドイツ交通は2019年12月からY型路線のエルツ谷線、カイザーシュトゥール線、ミュンスター谷線のSバーン運営権を持っている。2019年12月ドイツ鉄道レギオはブライザッハ線を南西ドイツ交通から引き受けた。ブライザッハ線系統はホェレン谷線、カイザーシュトゥール線なとを合わせてS1系統に、エルツ谷線系統はS2系統と改称された。
- S1/S11: ブライザッハ/エンディンゲン - ゴッテンハイム - ラントヴァッサー（旧西駅） - 見本市＝大学 - フライブルク (ブライスガウ)　- リッテンヴァイラー - ヒンメルライヒ - キルヒツァルテン - ティティゼー - ゼーブルック/フィリンゲン。

ブライスガウ東西路線の場合、ゴッテンハイム駅とティティゼー駅で列車は併結・分割される予定であった。しかし、列車間の通信システムが不十分であったので、実際には列車運行の取り消しが続出した。より安定的な時間表運用のために2020年2月17日から東西線の系統が次のように変更された。
- S1: ブライザッハ - ゴッテンハイム - ラントヴァッサー（旧西駅） - 見本市＝大学 - フライブルク (ブライスガウ)　- リッテンヴァイラー - ヒンメルライヒ - キルヒツァルテン - ティティゼー - ゼーブルック。
- S10: フライブルク (ブライスガウ)　- リッテンヴァイラー - ヒンメルライヒ - キルヒツァルテン - ティティゼー - ノイシュタット (シュヴァルツヴァルト)  - ロェフィンゲン - ヒューフィンゲン中駅 - ドナウエシンゲン - フィリンゲン。
- S11:（ブライザッハ - ゴッテンハイム - フライブルク（ブライスガウ）- リッテンヴァイラー - ヒンメルライヒ - キルヒツァルテン -）ティティゼー - ノイシュタット（シュヴァルツヴァルト）。
- S12: エンディンゲン - バーリンゲン - アイヒシュテッテン - ゴッテンハイム（- ラントヴァッサー（旧西駅）- 見本市＝大学 - フライブルク（ブライスガウ））。
- S13: フライブルク（ブライスガウ）- リッテンヴァイラー - ヒンメルライヒ - キルヒツァルテン。通勤時間帯のみ。

## 車両
レギオシャトルは1997年から導入され、2005年から21両が運用された。9両の気動車はアドトランツ製、2002年以後導入された車両はシュタドラー製である。
電車のタレント3の供給問題が解決されるまで、S2、S3、S5系統ではレギオシャトルが投入される。現在のS3区間では2両の南西ドイツ交通所属タレント2が2013年から運用されている。
ドイツ鉄道の区間では1440形電車、463形電車および1462形電車が運用されている。

ブライスガウSバーンの歴代車両
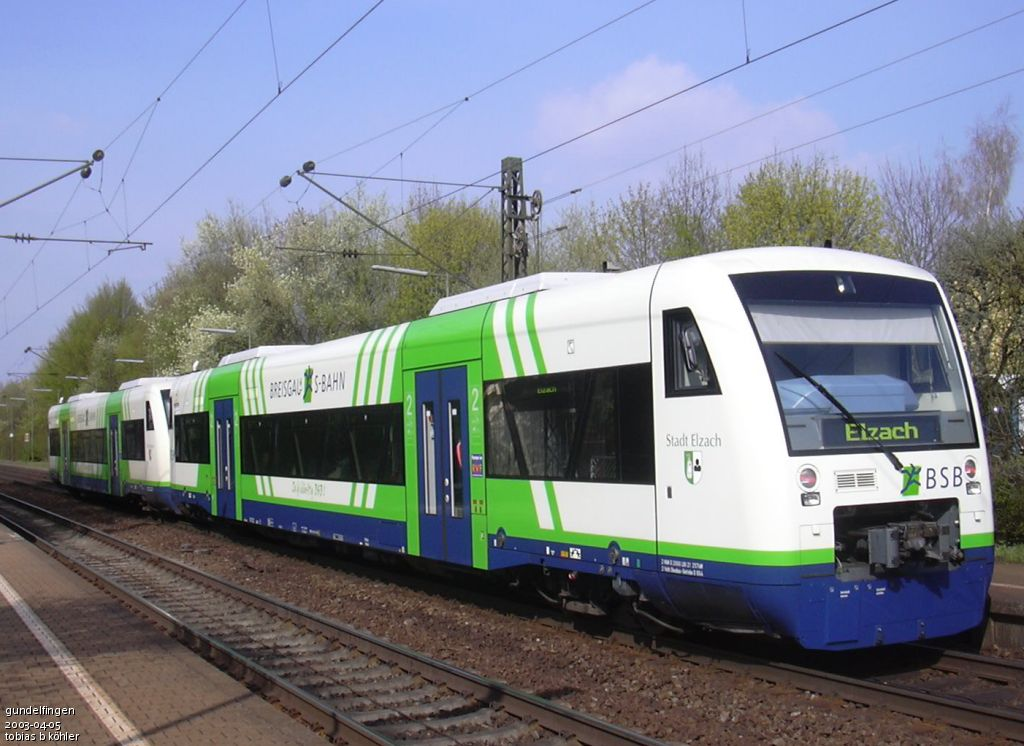
レギオシャトルRS1（グンデルフィンゲン駅）
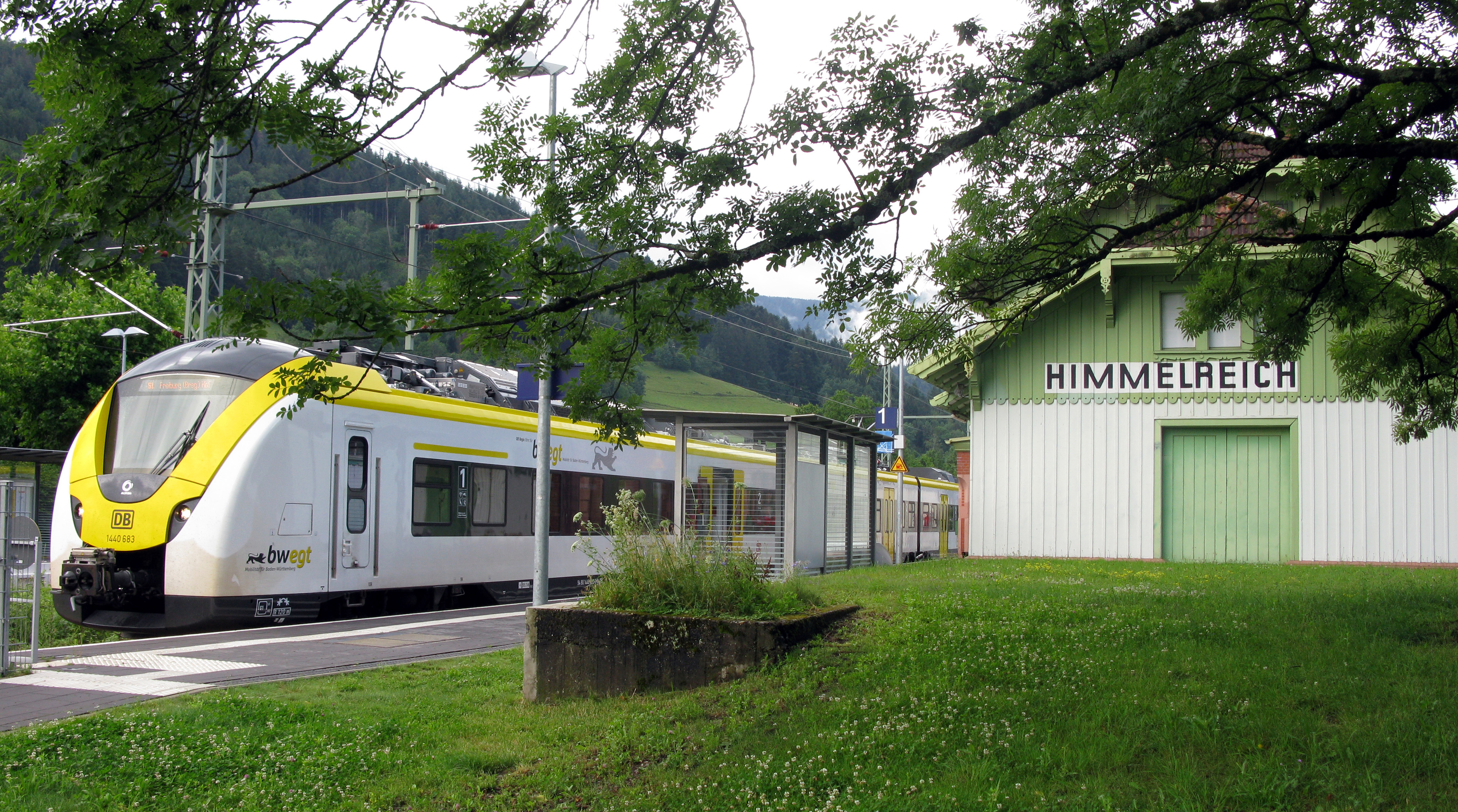
ヒンメルライヒ駅で停車する1440形電車
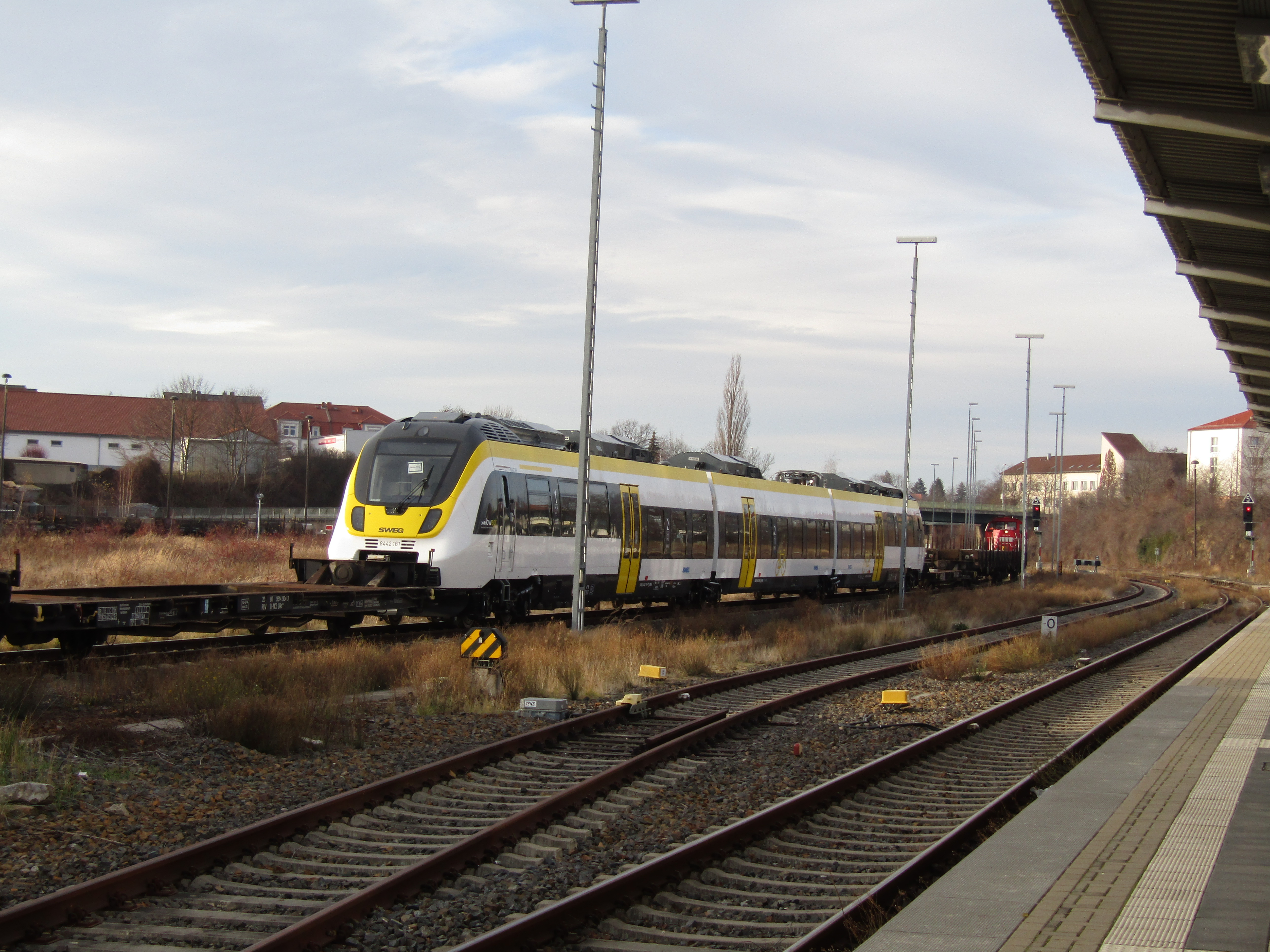
南西ドイツ交通のタレント3（バウツェン駅）